# Nueve de Julio megye (San Juan)
Nueve de Julio (spanyol nevének jelentése: július kilencedike) egy megye Argentína nyugati részén, San Juan tartományban. Székhelye 9 de Julio.

## Népesség
A megye népessége a közelmúltban a következőképpen változott:
| Év   | Lakosság |
| ---- | -------- |
| 2001 | 7651     |
| 2010 | 9307     |